# You Make Me
You Make Me is de 2e single van het album True van de dj-muziekproducent Avicii uit 2013. Het nummer is ingezongen door de zanger Salem Al Fakir. Eerder zong hij Silhouettes van Avicii al in.

## Hitnoteringen

### Nederlandse Top 40
| Hitnotering: 14-09-2013 t/m 26-10-2013 | Hitnotering: 14-09-2013 t/m 26-10-2013 | Hitnotering: 14-09-2013 t/m 26-10-2013 | Hitnotering: 14-09-2013 t/m 26-10-2013 | Hitnotering: 14-09-2013 t/m 26-10-2013 | Hitnotering: 14-09-2013 t/m 26-10-2013 | Hitnotering: 14-09-2013 t/m 26-10-2013 | Hitnotering: 14-09-2013 t/m 26-10-2013 | Hitnotering: 14-09-2013 t/m 26-10-2013 |
| Week:                                  | 1                                      | 2                                      | 3                                      | 4                                      | 5                                      | 6                                      | 7                                      |                                        |
| -------------------------------------- | -------------------------------------- | -------------------------------------- | -------------------------------------- | -------------------------------------- | -------------------------------------- | -------------------------------------- | -------------------------------------- | -------------------------------------- |
| Positie:                               | 32                                     | 20                                     | 24                                     | 21                                     | 22                                     | 35                                     | 40                                     | uit                                    |

### NederlandseSingle Top 100
| Hitnotering (week 1 t/m 15): 07-09-2013 t/m 14-12-2013 Hitnotering (week 16 t/m 17): 04-01-2014 t/m 11-01-2014 | Hitnotering (week 1 t/m 15): 07-09-2013 t/m 14-12-2013 Hitnotering (week 16 t/m 17): 04-01-2014 t/m 11-01-2014 | Hitnotering (week 1 t/m 15): 07-09-2013 t/m 14-12-2013 Hitnotering (week 16 t/m 17): 04-01-2014 t/m 11-01-2014 | Hitnotering (week 1 t/m 15): 07-09-2013 t/m 14-12-2013 Hitnotering (week 16 t/m 17): 04-01-2014 t/m 11-01-2014 | Hitnotering (week 1 t/m 15): 07-09-2013 t/m 14-12-2013 Hitnotering (week 16 t/m 17): 04-01-2014 t/m 11-01-2014 | Hitnotering (week 1 t/m 15): 07-09-2013 t/m 14-12-2013 Hitnotering (week 16 t/m 17): 04-01-2014 t/m 11-01-2014 | Hitnotering (week 1 t/m 15): 07-09-2013 t/m 14-12-2013 Hitnotering (week 16 t/m 17): 04-01-2014 t/m 11-01-2014 | Hitnotering (week 1 t/m 15): 07-09-2013 t/m 14-12-2013 Hitnotering (week 16 t/m 17): 04-01-2014 t/m 11-01-2014 | Hitnotering (week 1 t/m 15): 07-09-2013 t/m 14-12-2013 Hitnotering (week 16 t/m 17): 04-01-2014 t/m 11-01-2014 | Hitnotering (week 1 t/m 15): 07-09-2013 t/m 14-12-2013 Hitnotering (week 16 t/m 17): 04-01-2014 t/m 11-01-2014 | Hitnotering (week 1 t/m 15): 07-09-2013 t/m 14-12-2013 Hitnotering (week 16 t/m 17): 04-01-2014 t/m 11-01-2014 | Hitnotering (week 1 t/m 15): 07-09-2013 t/m 14-12-2013 Hitnotering (week 16 t/m 17): 04-01-2014 t/m 11-01-2014 | Hitnotering (week 1 t/m 15): 07-09-2013 t/m 14-12-2013 Hitnotering (week 16 t/m 17): 04-01-2014 t/m 11-01-2014 | Hitnotering (week 1 t/m 15): 07-09-2013 t/m 14-12-2013 Hitnotering (week 16 t/m 17): 04-01-2014 t/m 11-01-2014 | Hitnotering (week 1 t/m 15): 07-09-2013 t/m 14-12-2013 Hitnotering (week 16 t/m 17): 04-01-2014 t/m 11-01-2014 | Hitnotering (week 1 t/m 15): 07-09-2013 t/m 14-12-2013 Hitnotering (week 16 t/m 17): 04-01-2014 t/m 11-01-2014 | Hitnotering (week 1 t/m 15): 07-09-2013 t/m 14-12-2013 Hitnotering (week 16 t/m 17): 04-01-2014 t/m 11-01-2014 | Hitnotering (week 1 t/m 15): 07-09-2013 t/m 14-12-2013 Hitnotering (week 16 t/m 17): 04-01-2014 t/m 11-01-2014 | Hitnotering (week 1 t/m 15): 07-09-2013 t/m 14-12-2013 Hitnotering (week 16 t/m 17): 04-01-2014 t/m 11-01-2014 | Hitnotering (week 1 t/m 15): 07-09-2013 t/m 14-12-2013 Hitnotering (week 16 t/m 17): 04-01-2014 t/m 11-01-2014 |
| Week: | 1 | 2 | 3 | 4 | 5 | 6 | 7 | 8 | 9 | 10 | 11 | 12 | 13 | 14 | 15 | | 16 | 17 | |
| --- | --- | --- | --- | --- | --- | --- | --- | --- | --- | --- | --- | --- | --- | --- | --- | --- | --- | --- | --- |
| Positie: | 66 | 31 | 29 | 29 | 32 | 43 | 33 | 41 | 43 | 42 | 77 | 67 | 81 | 75 | 90 | uit | 85 | 91 | uit |

### VlaamseUltratop 50
| Hitnotering: 21-09-2013 t/m 30-11-2013 | Hitnotering: 21-09-2013 t/m 30-11-2013 | Hitnotering: 21-09-2013 t/m 30-11-2013 | Hitnotering: 21-09-2013 t/m 30-11-2013 | Hitnotering: 21-09-2013 t/m 30-11-2013 | Hitnotering: 21-09-2013 t/m 30-11-2013 | Hitnotering: 21-09-2013 t/m 30-11-2013 | Hitnotering: 21-09-2013 t/m 30-11-2013 | Hitnotering: 21-09-2013 t/m 30-11-2013 | Hitnotering: 21-09-2013 t/m 30-11-2013 | Hitnotering: 21-09-2013 t/m 30-11-2013 | Hitnotering: 21-09-2013 t/m 30-11-2013 | Hitnotering: 21-09-2013 t/m 30-11-2013 |
| Week:                                  | 1                                      | 2                                      | 3                                      | 4                                      | 5                                      | 6                                      | 7                                      | 8                                      | 9                                      | 10                                     | 11                                     |                                        |
| -------------------------------------- | -------------------------------------- | -------------------------------------- | -------------------------------------- | -------------------------------------- | -------------------------------------- | -------------------------------------- | -------------------------------------- | -------------------------------------- | -------------------------------------- | -------------------------------------- | -------------------------------------- | -------------------------------------- |
| Positie:                               | 48                                     | 38                                     | 43                                     | 29                                     | 32                                     | 24                                     | 20                                     | 24                                     | 25                                     | 30                                     | 47                                     | uit                                    |